# Tezeusz (imię)
Tezeusz – imię męskie pochodzenia greckiego.
Tezeusz imieniny obchodzi 11 stycznia.